# Список Героїв Радянського Союзу та України, похованих на Байковому кладовищі
Існує традиція поховання на Байковому кладовищі відомих та заслужених осіб. В даному списку подано перелік Героїв Радянського Союзу, Соціалістичної Праці та України у словниковому порядку.

## Герої

### Радянського Союзу
| - Авдєєнко Петро Петрович - Агеєв Пилип Павлович - Ареф'єв Костянтин Артемович - Бєлов Євтихій Омелянович - Бутко Олександр Андрійович - Валяєв Микола Дмитрович - Висоцький Петро Йосипович - Вітковський Іван Петрович - Войцехович Василь Олександрович - Волковський Володимир Пилипович - Волосатих Павло Михайлович - Воробйов Іван Олексійович - Гавриш Павло Іванович - Галуган Олексій Іванович - Гарін Борис Іванович - Гладуш Федір Пилипович - Головченко Анатолій Петрович - Голубєв Георгій Гордійович - Грабчук Максим Григорович - Граціанський Олексій Миколайович - Гребенник Кузьма Євдокимович - Громов Георгій Васильович - Дозорцев Федір Іванович - Доліна Марія Іванівна - Драченко Іван Григорович - Дружинін Володимир Миколайович - Жмаченко Пилип Феодосійович - Зав'ялов Микола Іванович - Зайцев Іван Дмитрович - Закутенко Микола Федорович - Захарченко Михайло Дмитрович - Збанацький Юрій Оліферович - Зима Іван Павлович | - Зуєв Михайло Олександрович - Іванов Микола Семенович - Іванько Олександр Андрійович - Ігнашкін Гаврило Іванович - Квітинський В'ячеслав Антонович - Кельбас Гліб Дем'янович - Клоков Всеволод Іванович - Ковпак Сидір Артемович - Колесник Борис Олександрович - Коломієць Петро Леонтійович - Колосов Микола Григорович - Колотилов Леонід Олексійович - Кондрат Омелян Філаретович - Кравцов Юхим Єгорович - Красноюрченко Іван Іванович - Кривець Олександр Єлісейович - Кулабухов Валентин Федорович - Купріянов Дмитро Андрійович - Лавриненков Володимир Дмитрович - Литвиненко Іван Федорович - Литвиненко Трохим Опанасович - Лосєв Анатолій Іванович - Марачевич Микола Діонісійович - Матвієнко Іван Андрійович - Мельник Василь Максимович - Меньшиков Леонід Омелянович - Мішустін Василь Іванович - Мурдугов Олександр Йосипович - Наумов Михайло Іванович - Недбайло Анатолій Костянтинович - Обухов Олександр Григорович - Отрошко Петро Костянтинович - Охріменко Микола Йосипович | - Пастухов Генадій Федорович - Пересипкін Федір Іванович - Петров Василь Степанович - Прохоров Євген Петрович - Прошенков Микола Іванович - П'ятковський Іван Максимович - Разін Віктор Юхимович - Рибкін Андрій Петрович - Свиридов Карпо Васильович - Селютін Аркадій Михайлович - Слюсаренко Захар Карпович - Сутягін Микола Васильович - Телятніков Леонід Петрович - Турдиєв Саїдкул Алійович - Тутученко Семен Павлович - Уманський Терентій Хомич - Федоров Олексій Федорович - Федутенко Надія Никифорівна - Хандога Тимофій Прокопович - Хомрач Володимир Гаврилович - Хорошилов Володимир Олександрович - Хромов Борис Кіндратович - Цимбаленко Василь Федорович - Чередник Іван Якович - Шашло Тимофій Максимович - Шульгин Борис Володимирович - Шутов Степан Федорович - Щербина Іван Васильович - Яремчук Василь Максимович - Ястребинський Микола Дмитрович - Ячнік Сергій Федорович |

### Соціалістичної Праці
| - Амосов Микола Михайлович - Андрєєва Лідія Федотівна - Антонов Олег Костянтинович - Архангельський Михайло Сергійович - Бажан Микола Платонович - Бакуль Валентин Миколайович - Баренбойм Ісак Юлісович - Безкровний Микола Іванович - Бродський Олександр Ілліч - Буркацька Галина Євгенівна - Ватченко Олексій Федосійович - Глушков Віктор Михайлович - Гогін Віктор Федорович - Гончар Олесь Терентійович - Громашевський Лев Васильович - Грушецький Іван Самійлович - Гусовський Сергій Володимирович - Дегтярьов Володимир Іванович - Денисенко Григорій Іванович - Дюкарєв Юрій Аксентійович - Злобін Валерій Пилипович - Кавун Василь Михайлович | - Кальченко Никифор Тимофійович - Касіян Василь Ілліч - Кобильчак Михайло Митрофанович - Ковальов Герман Васильович - Корнійчук Олександр Євдокимович - Коротченко Дем'ян Сергійович - Костюк Платон Григорович - Кривонос Петро Федорович - Лісовий Тимофій Григорович - Лутак Іван Кіндратович - Ляшко Олександр Павлович - Митропольський Юрій Олексійович - Нартов Андрій Григорович - Незабитовський Аполінарій Федорович - Новіков Петро Пилипович - Палладін Олександр Володимирович - Парняков Серафим Платонович - Патон Євген Оскарович - Поборчий Олександр Павлович - Погорєлов Іван Григорович - Ревуцький Лев Миколайович - Ремесло Василь Миколайович | - Риндін Тимофій Родіонович - Ромоданов Андрій Петрович - Сапухін Олександр Олександрович - Свєшніков Гаврило Васильович - Сергієнко Іван Терентійович - Смолич Юрій Корнійович - Стельмах Михайло Панасович - Титаренко Олексій Антонович - Тичина Павло Григорович - Топчій Дмитро Гаврилович - Туманов Олександр Георгійович - Турчак Степан Васильович - Царик Григорій Якович - Цибенко Костянтин Остапович - Шалімов Олександр Олексійович - Шаповалов Йосип Миронович - Шелест Петро Юхимович - Шліфер Леонід Йосипович - Штогаренко Андрій Якович - Щербицький Володимир Васильович |

### України
| - Білаш Олександр Іванович - Гетьман Вадим Петрович - Гончар Олесь Терентійович - Гулий Максим Федотович - Загребельний Павло Архипович - Кірпа Георгій Миколайович - Костюк Платон Григорович | - Лобановський Валерій Васильович - Мірошниченко Євгенія Семенівна - Митропольський Юрій Олексійович - Оробець Юрій Миколайович - Руденко Микола Данилович - Силин Олесь Опанасович - Скопенко Віктор Васильович | - Сподаренко Іван Васильович - Ступка Богдан Сильвестрович - Стус Василь Семенович - Чорновіл В'ячеслав Максимович - Шалімов Олександр Олексійович - Яблонська Тетяна Нилівна |